# ألبرتا بانير تورنر
ألبرتا بانير تورنر (بالإنجليزية: Alberta Banner Turner)‏ هي عالمة نفس أمريكية، ولدت في 17 مارس 1909 في شيكاغو في الولايات المتحدة، وتوفيت في 31 يناير 2008 في هيلو في الولايات المتحدة.